# Xã Eyota, Quận Olmsted, Minnesota
Xã Eyota (tiếng Anh: Eyota Township) là một xã thuộc quận Olmsted, tiểu bang Minnesota, Hoa Kỳ. Năm 2010, dân số của xã này là 464 người.